# Beli Iskăr (vattendrag)
Beli Iskăr (bulgariska: Бели Искър) är ett vattendrag i Bulgarien.   Det ligger i regionen Sofijska oblast, i den västra delen av landet, 50 kilometer söder om huvudstaden Sofia.